# Intet är fördolt i tiden
Intet är fördolt i tiden är en svensk psalm med fem verser skriven 1918 av August Bohman. Musiken är troligen en tysk melodi som är hämtad från en svensk handskrift 1676.

## Publicerad i
- Svenska Missionsförbundets sångbok (1951) nr 208, under rubriken "Troslivet - Syndabekännelse och överlåtelse".[1]

### Fotnoter
1. 1 2   Sånger och psalmer musik och text : för enskilt och offentligt bruk. Stockholm: Missionsförb. 1951. Libris 3387612